# Choi Byeong-seop
Choi Byeong-seop (kor. 최병섭; ur. 25 lutego 1938) – południowokoreański zapaśnik walczący w stylu wolnym. Olimpijczyk z Tokio 1964, gdzie zajął 19. miejsce w kategorii do 78 kg.

## Letnie Igrzyska Olimpijskie 1964
| Konkurencja      | Rundy eliminacyjne        | Rundy eliminacyjne     | Klas. końcowa |
| Konkurencja      | Przeciwnik I              | Przeciwnik II          | Miejsce       |
| ---------------- | ------------------------- | ---------------------- | ------------- |
| 78 kg styl wolny | Petko Dermendżiew (BGR) P | Muhammad Afzal (PAK) P | 19.           |